# Manhattan Transfer (Roman)

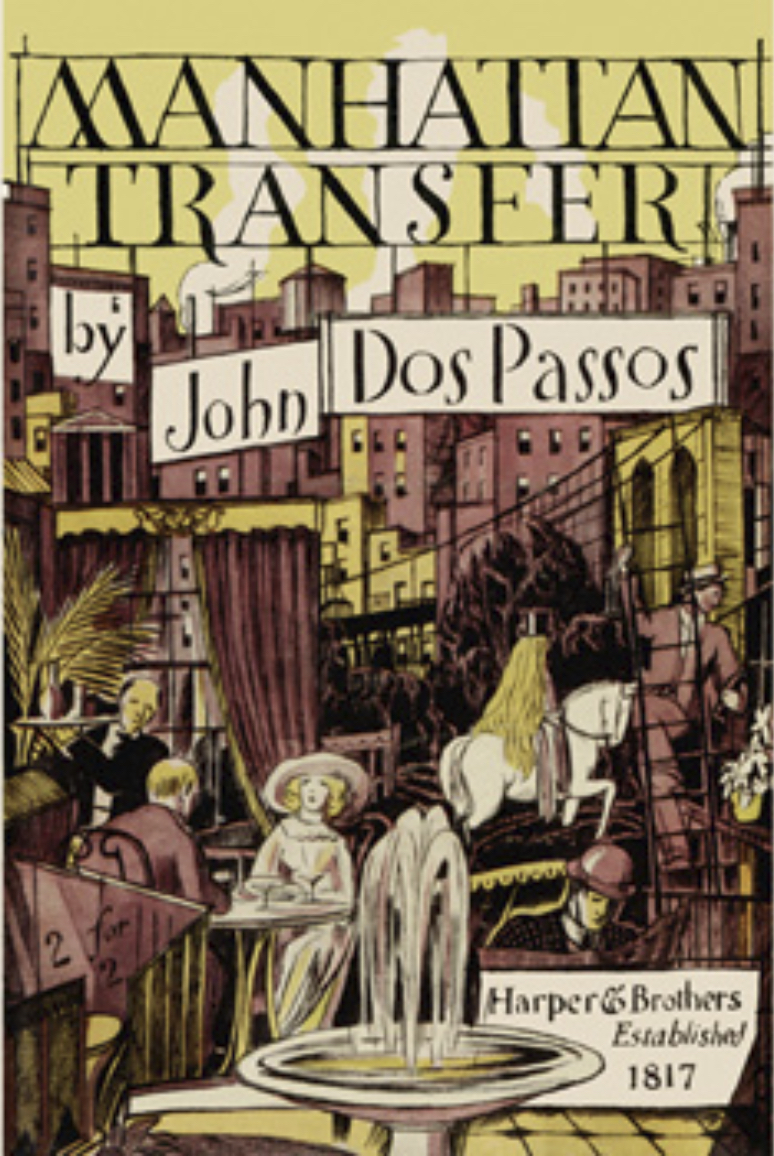
Verlagseinband der Erstausgabe 1925

Manhattan Transfer ist der Titel eines 1925 erschienenen Romans des amerikanischen Schriftstellers John Dos Passos, der vom urbanen Leben New Yorks, insbesondere Manhattans, erzählt und neben Ulysses von James Joyce und Berlin Alexanderplatz von Alfred Döblin zu den bedeutendsten Großstadtromanen des 20. Jahrhunderts zählt.
Die deutsche Übersetzung von Paul Baudisch wurde 1948 publiziert.

## Inhalt
In Manhattan Transfer, der Titel bezieht sich auf den Namen eines Umsteigebahnhofs in Harrison, New Jersey, wird keine zusammenhängende Geschichte erzählt, die auf einen Helden ausgerichtet ist. Anstelle einer stringenten Handlungsstruktur orientiert sich der Roman an einzelnen Lebensläufen und beschreibt so den „Großstadtdschungel“.
Innerhalb eines jeden Kapitels werden Figuren eingeführt, die oftmals nur ein einziges Mal auftauchen und dann wieder verschwinden. Andere Figuren werden häufiger erwähnt, aber immer bleibt es bei einer losen Ansammlung von Augenblickssplittern aus dem Leben der verschiedensten Personen. Die Figuren bieten sich dar, als seien sie aus einer unbestimmbar großen Masse für einen Moment herausgerissen, um dann wieder im Großstadtgewühl unterzugehen. Im Roman werden etwa hundert Figuren eingeführt, denen allen eine ähnliche Gewichtung zukommt. In der Quantität unterscheiden sich die folgenden Figuren allerdings von den anderen:
Gus McNiel ist ein Milchmann, der durch einen Unfall zu einer hohen Summe Geld gelangt und so auf der sozialen Leiter einige Stufen emporklettern kann. Dieser plötzliche Aufstieg weckt seinen Ehrgeiz, und er wird ein durchtriebener Gewerkschaftsführer, der es versteht, politische Gegner gegeneinander auszuspielen.
George Baldwin startet seine Karriere mit der Übernahme des Falles Gus McNiel. Er verkörpert den amerikanischen Erfolgsmythos „vom Tellerwäscher zum Millionär“. George Baldwin mag beruflichen Erfolg für sich verzeichnen können, gleichzeitig aber findet ein Verfallsprozess seiner selbst statt. Im Vergleich zu Ellen Thatcher, die sich für ihre Karriere gewissermaßen „verkauft“, fehlt George Baldwin die nötige Distanz, um sein Handeln zu reflektieren, während Ellen sich ihres Handelns vollkommen bewusst ist und sich dafür verachtet. George Baldwin hingegen bemitleidet sich und versucht, durch Affären seine innere Substanz wiederherzustellen. Am Ende des Romans heiraten Ellen Thatcher und George Baldwin, wobei dem Leser schnell klar wird, dass diese Beziehung keine glückliche sein wird.
Jimmy Herf kam als kleiner Junge mit seiner Mutter nach Amerika. Einige Zeit später stirbt diese, und Jimmy wächst bei Verwandten auf. Er irrt durch New York und versucht sich einige Zeit als Journalist. Durch sein „Nicht-Funktionieren“ scheidet Jimmy Herf aus der Großstadt aus. Genau wie seine berufliche Laufbahn ist auch seine Ehe mit Ellen Thatcher zum Scheitern verurteilt. Diese Figur versucht sich selbst nichts vorzumachen, weshalb Jimmy Herf der Einzige ist, der New York lebend verlassen kann.
Ellen Thatcher kommt zu Beginn des Romans zur Welt. Sie sucht ihre Erfüllung in zwischenmenschlichen Beziehungen. Doch um ihrer Karriere willen stellt sie ihre Persönlichkeit und ihre Ansprüche ans Leben zurück. Insgesamt heiratet sie dreimal. Ein einziges Mal ist sie emotional berührt. Stan Emery weckt diese Gefühle in ihr, doch da er während eines Besäufnisses eine andere Frau heiratet und sich schließlich umbringt, kann sie ihre Gefühle nicht ausleben.
Stan Emery stammt aus einer wohlhabenden Familie. Jedoch wird er mit seiner Rolle nicht fertig und verliert sich im Alkohol. Seine Hilflosigkeit resultiert aus dem Großstadtleben. Er scheint diesem Leben nicht gewachsen, weil er zu sensibel ist. Letztendlich lebt er seinen verzweifelten Protest aus, indem er sich und seine Wohnung in Flammen aufgehen lässt.
Bud Korpenning ist vom Land in die Stadt geflohen, weil er seinen Vater erschlagen hat. Er ist auf Arbeitssuche und versucht sich in die Stadt hineinzufinden, indem er auf der ständigen Suche nach dem „center of things“ ist. Bud Korpenning wird von der Stadt überrollt, weil er nicht weiß, wie sie funktioniert, so dass er letztlich Selbstmord begeht.

## Aufbau
Dem Roman Manhattan Transfer wird eine Dreigliedrigkeit bzw. Dreidimensionalität zugesprochen.
Es gibt drei Abteilungen oder „Sections“. Die erste Abteilung und die letzte umfassen jeweils fünf Kapitel. Der zweiten Abteilung sind acht Kapitel gewidmet. Dieses Schema ist auch auf die Zeitstruktur zu übertragen: Die Handlung spielt vor dem Ersten Weltkrieg, währenddessen und danach. Bezeichnenderweise umfasst der mittlere Teil mit seinen acht Kapiteln in der erzählten Zeit gerade mal fünf Jahre, während der gesamte Roman ungefähr 25 bis 30 Jahre erzählt. Es ist zu vermuten, dass der mittlere Teil deshalb länger ist, weil Dos Passos in jener Zeit die meisten Veränderungen in der Großstadt New York feststellte.
Die Kapitelüberschrift kann symbolisch wie konkret verstanden werden. Jedem Kapitel ist eine Art Einleitung vorangestellt, die sich vom übrigen Text auch typographisch unterscheidet. Durch die Überschrift wird das Thema mit einem Wort bekannt gegeben, in der Einleitung wird es vorgestellt, und auf der dritten Ebene, dem eigentlichen Kapitel, wird es variantenreich durchgespielt. Auch hier ist die Dreigliedrigkeit oder Dreidimensionalität das Schlagwort.
Volker Klotz verweist auf eine weitere Dreigliedrigkeit oder Dreidimensionalität, die das Sujet der Großstadt betrifft:
- Manhattan Transfer spiegelt das Panorama der Stadt New York wider, weil die Figuren Armut, Reichtum, Vergnügen, Missgunst, Rechtsprechung, Architektur usf. verkörpern. Durch die losen Lebensläufe erlangt der Leser mehrere und divergente Einblicke in die Stadt.
- Dem Leser werden aber nicht nur einzelne Lebensläufe dargeboten, sondern er teilt auch die Erfahrung der entsprechenden Figur. Die Nähe zwischen Figur und Leser wird dadurch erzeugt, dass beide Voyeure sind: Sie beobachten „gemeinsam“ Brände, Massenaufläufe, Alkoholschmugglerkämpfe, Straßen, Zimmer, Plakate, Hotelhallen usf. Es gibt keine detailgenauen Erläuterungen über das Interieur oder dergleichen, sondern der Leser sieht das, was die Romanfigur wahrnimmt. Das Erleben der Stadt schließt auch das Verhältnis zwischen Romanfigur und Großstadt ein. Ständig führen die einzelnen Personen die Stadt im Munde, indem sie sie verfluchen oder sie für alle Geschehnisse verantwortlich machen, die ihnen widerfahren sind.
- Dos Passos sah in der Stadt eine immense Macht. Diese Ansicht spiegelt sich auch in seinem Roman wider. Manhattan bestimmt das Leben jedes Einzelnen und sucht sich aus, wem es zu Glück oder Leid verhilft, wer auserwählt ist und wer nicht benötigt wird und wer aus dem großen Schlund der Großstadt ausgespien wird.

## Textpassagen als Exempel
„Wenn New York einem schal und langweilig erscheint, ist das Schreckliche daran die Tatsache, dass man nirgendwo anders hinkann. New York ist die Spitze, der Gipfel der Welt. Hier können wir immer nur im Kreis laufen wie ein Hamster im Käfig.“

“Well perhaps you can tell me why in this country nobody ever does anything. Nobody ever writes any music, or starts any revolutions or falls in love. All anybody ever does is to get drunk and tell smutty stories. I think it’s disgusting…”

“Look here Cecily a divorce would be very harmful to my situation downtown at the moment, but if you really don’t want to go on living with me I’ll see what I can arrange…”

“All I do is sit in the office and let the young fellows do the work. My future’s all cut out for me. I suppose I could get solemn and pompous and practice little private vices… but there’s more in me than that.”

“Through dinner she felt a gradual icy coldness stealing through her like novocaine. She had made up her mind. It seemed as if she had set the photograph of herself in her own place, forever frozen into a single gesture. An invisible silk band of bitterness was tightening round her throat, strangling.”

“Suppose I’d gone with that young man with the ugly necktie who tried to pick me up… There are lives to be lived if only you didn’t care. Care for what, for what; the opinion of mankind, money success, hotel lobbies, health, umbrellas, Uneeda biscuits…?”

“Why the hell does everybody want to succeed? I’d like to meet somebody who wanted to fail. That’s the only sublime thing.”

## Stilistik
Dos Passos’ Schreibweise erinnert stark an den Film. Die Innenperspektive der Figuren wird nicht mit Worten wie „Verzweiflung“, „Angst“ oder dergleichen beschrieben, sondern diese Attribute müssen vom Leser selbst herausgefiltert werden. Dos Passos liefert dem Leser das Material, indem er „Angst“ gestaltet. Die Konklusion muss vom Leser selbst gezogen werden. Ein weiteres „cineastisches Erzählelement“ ist die Verwendung des „Camera Eye“. Die Perspektive des Lesers wird vom Erzähler so gesteuert, dass sie einem „Kamerablick“ gleichkommt. Der Leser nimmt Nebensächlichkeiten wahr, die von ihm selbst zu einer neuen Geschichte summiert werden können, weil sie vom Autor lediglich angedeutet werden. Somit nimmt der Erzähler keine Führungsposition ein.
Pressetexte spielen bei Dos Passos ebenfalls eine wichtige Rolle. Der Autor verwendet ausschließlich authentisches Nachrichtenmaterial und schafft so eine Verschmelzung von „tatsächlicher“ Realität und Romanrealität. Ähnlich „unbedeutsam“ wie Pressetexte erscheint das Leben der einzelnen Figuren. Sie tauchen auf, sind für kurze Dauer von Wichtigkeit und tauchen dann wieder ab in die Vergessenheit. Damit wird die Anonymität der Metropole deutlich. Zudem wird durch den Einsatz von Schlagzeilen etc. die eigentliche Erzählung durchbrochen. Die ohnehin schon lose Struktur wird durch das Einfügen von Zeitungsfetzen noch weiter aufgelöst. Indem er seinen eigenen Text immer weiter in seine Bestandteile auflöst, erreicht der Autor ein hohes Tempo. Der Rhythmus und die Schnelllebigkeit New Yorks dienen Dos Passos dazu, darauf aufmerksam zu machen, dass dort eine ständige Reizüberflutung besteht. Letztendlich führt diese inhärente Kritik zu einer Dämonisierung der Großstadt.

## Rezeption
Manhattan Transfer wurde in die ZEIT-Bibliothek der 100 Bücher aufgenommen.

## Hörspielfassung
Im Mai 2016 sendete der Südwestrundfunk die dreiteilige, im August 2016 sendete der Deutschlandfunk die Ursendung der vierteiligen deutschen Hörspielfassung. Die Produktion des Südwestrundfunks mit dem Deutschlandfunk basiert auf der neuen Übersetzung von Dirk van Gunsteren (2016). Die Hörspielbearbeitung erfolgte durch Leonhard Koppelmann und Hermann Kretzschmar, die Komposition stammt von Hermann Kretzschmar, Regie führte Leonhard Koppelmann. In den vier Stunden Spieldauer kommen 50 Sprecher zu Wort, darunter Maren Eggert, Stefan Konarske, Leonhard Koppelmann, Ulrich Matthes, Ulrich Noethen, Milan Peschel, Andreas Pietschmann, Axel Prahl, und Max von Pufendorf. Zudem „arbeitet sie [die Hörspielfassung] bewusst mit klangmusikalischen Miniaturen, um Glanz und Elend dieses Großstadt-Molochs in eine künstlerisch-akustische Wirklichkeit von Heute zu überführen.“
- John Dos Passos: Manhattan Transfer. CD-Edition der Hörspielfassung. HörbucHHamburg, Hamburg 2016, ISBN 978-3-95713-027-3 (5 CDs; 375 Min.[11] 6 CDs; 338 Min.[12])

## Ausgaben
- John Dos Passos: Manhattan Transfer. Harper and Brothers, New York/London 1925, OCLC 988351.
- John Dos Passos: Manhattan Transfer. Aus dem amerikanischen Englisch übertragen von Paul Baudisch. Suhrkamp Verlag, Frankfurt am Main 1948 unter Zulassung der Militärregierung US-W-2022.
- John Dos Passos: Manhattan Transfer. White Lion Publishers, London 1974, ISBN 0-85617-157-3.
- John Dos Passos: Manhattan Transfer (= ro-ro-ro-Taschenbuch. Ausg. 836/837). Aus dem amerikanischen Englisch übertragen von Paul Baudisch. Rowohlt, Reinbek b. Hamburg 1966, DNB 456482555.
- John Dos Passos: Manhattan Transfer. Aus dem Amerikan. übers. von Paul Baudisch. Aufbau-Verl., Ost-Berlin [u. a.] 1975, OCLC 258136798.
- John Dos Passos: Manhattan Transfer. Aus dem amerikanischen Englisch übertragen von Dirk van Gunsteren. Rowohlt, Reinbek und Berlin 2016, ISBN 978-3-498-05046-7.[13][14]

## Sekundärliteratur
- Frank Fingerhuth: John Steinbeck und John Dos Passos: „American tradition“ und gesellschaftliche Wirklichkeit. Untersuchung zum literarischen und gesellschaftspolitischen Entwicklungsdiagramm zweier amerikanischer Schriftsteller des 20. Jahrhunderts. Hamburger Buchagentur, Hamburg 1981, ISBN 3-922573-03-7.
- Werner Gotzmann: Literarische Erfahrung von Großstadt (1922–1988) bei Joyce, Dos Passos – Johnson – Malerba, Calvino – McInerney, Genzmer, Morshäuser (= Europäische Hochschulschriften. Reihe 18: Vergleichende Literaturwissenschaften. Band 53). P. Lang, Frankfurt am Main u. a. 1990, ISBN 3-631-42558-9. Zugl.: Diss., Techn. Univ., Berlin 1989.
- Hartwig Isernhagen: Ästhetische Innovation und Kulturkritik. Das Frühwerk von John Dos Passos 1916–1938 (= American Studies. Band 56). Fink, München 1983, ISBN 3-7705-2112-9.
- Volker Klotz: Die erzählte Stadt. Ein Sujet als Herausforderung an den Roman von Lesage bis Döblin. Hanser, München 1969, DNB 457234172, S. 317–371 (zugl.: Habil.-Schr., Techn. Univ., Berlin 1968); Rowohlt-Taschenbuch-Verl., Reinbek b. Hamburg 1987, ISBN 3-499-55464-X.
- Lisa Nanney: John Dos Passos (= Twayne’s United States Authors Series. Nr. 700). Twayne/Prentice Hall International, New York/London 1998, ISBN 0-8057-3971-8.
- E. D. Lowry: Dos Passos’ Manhattan Transfer und die Technik des Films. In: Edgar Lohner (Hrsg.): Der amerikanische Roman im 19. und 20. Jahrhundert. Interpretationen. E. Schmidt, Berlin 1974, ISBN 3-503-00515-3, S. 238–257.
- Renate Schmidt von Bardeleben: Das Bild New Yorks im Erzählwerk von Dreiser und Dos Passos (= Mainzer Amerikanistische Beiträge. Band 9). Hueber, München 1967, DNB 458857726 (zugl.: Diss., Univ. Mainz, Philos. Fak., Mainz 1967, DNB 482267119).